# 1957-es CCCF-bajnokság
Az 1957-es CCCF-bajnokság volt a torna nyolcadik kiírása, melyet a Holland Antillákon rendeztek 1957. augusztus 11. és 25. között. A tornán 5 csapat vett részt, a győztes körmérkőzések után került ki.
Ugyan a tornának a Holland Antillák adott otthont, a válogatottjuk továbbra is Curaçao néven szerepelt és csak az 1958-as labdarúgó-világbajnokság selejtezőitől indult Holland Antillák néven.

## Végeredmény
| Csapat   | M | Gy | D | V | G+ | G– | Gk  | P |
| -------- | - | -- | - | - | -- | -- | --- | - |
| Haiti    | 4 | 4  | 0 | 0 | 14 | 4  | +10 | 8 |
| Curaçao  | 4 | 2  | 1 | 1 | 7  | 4  | +3  | 5 |
| Honduras | 4 | 2  | 1 | 1 | 6  | 4  | +2  | 5 |
| Panama   | 4 | 1  | 0 | 3 | 3  | 8  | -5  | 2 |
| Kuba     | 4 | 0  | 0 | 4 | 1  | 11 | -10 | 0 |

|  |

| Haiti | 3–1 | Curaçao |
| ----- | --- | ------- |
|       |     |         |

|  |

|  |

| Haiti | 2–1 | Honduras |
| ----- | --- | -------- |
|       |     |          |

|  |

|  |

| Haiti | 3–1 | Panama |
| ----- | --- | ------ |
|       |     |        |

|  |

|  |

| Haiti | 6–1 | Kuba |
| ----- | --- | ---- |
|       |     |      |

|  |

|  |

| Curaçao | 1–1 | Honduras |
| ------- | --- | -------- |
|         |     |          |

|  |

|  |

| Curaçao | 3–0 | Panama |
| ------- | --- | ------ |
|         |     |        |

|  |

|  |

| Curaçao | 2–0 | Kuba |
| ------- | --- | ---- |
|         |     |      |

|  |

|  |

| Honduras | 1–0 | Panama |
| -------- | --- | ------ |
|          |     |        |

|  |

|  |

| Honduras | 1–0 | Kuba |
| -------- | --- | ---- |
|          |     |      |

|  |

|  |

| Panama | 1–0 | Kuba |
| ------ | --- | ---- |
|        |     |      |

|  |

| Győztes:          |
| ----------------- |
| HAITI 1. győzelem |

## Külső hivatkozások
- A CCCF-bajnokság az RSSSF archívumában